# Stenodermatinae
Stenodermatinae — підродина ссавців родини листконосові (Phyllostomidae), ряду лиликоподібні (Vespertilioniformes, seu Chiroptera).

## Опис
Невеликих і середніх розмірів з довжиною голови й тіла від 35 до 100 міліметрів і вагою від 5 до 90 грамів. Їх хутро, як правило, коричневого або сірого кольору, іноді білого або чорного. Кілька видів характеризуються яскравими смугами на обличчі та спині. Хвіст відсутній у всіх видів.

## Поширення
Живуть в тропічних і субтропічних регіонах Центральної і Південної Америки. Їх місце існування в основному ліси або луки, в сухих місцинах вони відсутні. 

## Життя
Активні вночі. Багато видів спочивають на деревах або в чагарниках, але деякі види воліють порожнисті колоди, печери або штучні житла. Харчуються в основному фруктами. Деякі види споживають також нектар, пилок і комах на додачу.

## Систематика
'Пілродина Stenodermatinae'
- Рід Ametrida
- Рід Ardops
- Рід Ariteus
- Рід Artibeus
- Рід Centurio
- Рід Chiroderma
- Рід Ectophylla
- Рід Enchisthenes
- Рід Mesophylla
- Рід Phyllops
- Рід Platyrrhinus
- Рід Pygoderma
- Рід Sphaeronycteris
- Рід Stenoderma
- Рід Sturnira
- Рід Uroderma
- Рід Vampyressa
- Рід Vampyrodes